# 伝説のスタフィー (あべさよりの漫画)
『伝説のスタフィー』（でんせつのスタフィー）は、コンピュータゲーム『伝説のスタフィー』を題材にした、あべさよりによる漫画作品である。

## 連載
小学館発行の学年誌『小学二年生』2002年3月号及び、『小学三年生』2002年4月号から12月号まで連載され、1話あたり3～5ページ掲載された。2002年9月発売の同名のゲームソフトに先駆けた連載であるが、ゲームソフトの紹介記事が掲載されたのが5月号（4月刊行）であり、それまではゲームソフトに関する記事は掲載されていなかった。なお、初連載の作品から©2002 Nintendo/TOSEの表示があるため、ゲームソフトの方が原作であることは明らかである。

## 作品
物語と登場キャラクターはゲームソフトのそれに準じており、スタフィー、ロブじい、キョロスケ、マーメイドなどが登場する。主人公のスタフィーがテンカイから嵐によって海に落ち、嵐の原因が海の平和を守るまほうのつぼが何者かによって盗まれたためとされている。しかし物語はそれ以上展開されることなく、結局最後まで物語の本筋に触れることなく連載が終了してしまった。